# Galgula vesca
Galgula vesca är en fjärilsart som beskrevs av Morrison 1876. Galgula vesca ingår i släktet Galgula och familjen nattflyn. Inga underarter finns listade i Catalogue of Life.